# Лунник оживающий
Лу́нник ожива́ющий, или Лу́нник многоле́тний (лат. Lunaria rediviva) — многолетнее травянистое растение, вид рода Лунник (Lunaria) семейства Капустные (Brassicaceae).
Реликт третичного периода с сокращающимся ареалом, редкий вид.
Народными названиями этого растения являются лунная фиалка, лунная трава и месячник.

## Распространение и экология
Ареал вида охватывает почти всю территорию Европы (Дания, юг Швеции, Австрия, Бельгия, Чехословакия, Германия, Венгрия, Польша, Албания, Болгария, Югославия, Италия, включая Сардинию, Румыния, Франция, Португалия, Испания), в том числе Европейскую часть России (северо-восток), Белоруссию, Украину. Занесено в Северную Америку. Растение относится к редким и исчезающим видам. На территории Московской области был взят под охрану с 1984 года. Растение не было применено в медицине, химический состав не изучили.
Произрастает в тенистых лиственных лесах на свежих, слабокислых, богатых питательными веществами, гумусных, рыхлых, щебнистых или глинистых почвах.

## Ботаническое описание
Стебель высотой 30—100 см, прямостоячий, наверху ветвистый, шершавый, покрытый беловатыми отстоящими волосками.
Листья на черешках, сердцевидные, зубчатые, коротко-волосистые. Нижние листья супротивные, верхние очерёдные. Сверху тёмно-зелёные, коротко опушённые, снизу сине-зелёные, опушены волосками в основном по жилкам.
Цветки крупные, душистые, собраны в метельчатые соцветия. Лепестки лиловые, изредка белые, длиной около 14 мм. Цветёт в апреле — июне.
Стручочки повислые, крупные, длиной 4—5 см, продолговато-эллиптические, у обоих концов острые. Семена почковидные, ширина их вдвое больше длины. Семена созревают в августе.
В естественных условиях растение развивается очень медленно, первое цветение наступает лишь на 5-7 году жизни. Зато в культуре цветки появятся уже на 2-3-й год — гораздо раньше, чем в природе.
Вид описан из Европы.

## Практическое использование
Семена лунника многолетнего обладают мочегонным и успокаивающим действием. В старинных русских лечебниках можно найти многочисленные упоминания об этом растении. Водный настой семян лунника многолетнего применяли при судорогах у детей, так называемом «родимчике», при эпилепсии, а также как мочегонное средство.
Химический состав растения пока не изучен. Сейчас как лекарственное его почти не используют.
Лунник многолетний в садах выращивается не так часто, как однолетний. А между тем лунник многолетний отличается от своего собрата тем, что он отлично может расти в тенистых местах. Предпочитает рыхлую, хорошо увлажнённую и удобренную почву. Размножается вегетативно и семенами. В благоприятных условиях даёт обильный самосев. Частых пересадок не любит.

## Классификация

### Таксономия[7]
Lunaria rediviva L., 1753, Sp. Pl. : 653
Вид Лунник оживающий относится к роду Лунник (Lunaria) семейства Капустные (Brassicaceae) порядка Капустоцветные (Brassicales). Кладограмма в соответствии с Системой APG IV по состоянию на июнь 2023 года:
|  |                                      |  |                                   |                                   |                     |  | ещё 16 семейств | ещё 16 семейств |                  |  |  |  | еще 2 подтвержденных вида и 8 видов, ожидающих подтверждения |
|  |                                      |  |                                   |                                   |                     |  | ещё 16 семейств | ещё 16 семейств |                  |  |  |  | еще 2 подтвержденных вида и 8 видов, ожидающих подтверждения |
|  |                                      |  |                                   | порядок Капустоцветные            |                     |  |                 |                 | род Лунник       |  |  |  |                                                              |
|  |                                      |  |                                   | порядок Капустоцветные            |                     |  |                 |                 | род Лунник       |  |  |  |                                                              |
|  | отдел Цветковые, или Покрытосеменные |  |                                   |                                   | семейство Капустные |  |                 |                 | Лунник оживающий |  |  |  |                                                              |
|  | отдел Цветковые, или Покрытосеменные |  |                                   |                                   | семейство Капустные |  |                 |                 |                  |  |  |  |                                                              |
|  |                                      |  | ещё 63 порядка цветковых растений | ещё 63 порядка цветковых растений |                     |  |                 | ещё 354 рода    | ещё 354 рода     |  |  |  |                                                              |
|  |                                      |  |                                   | ещё 63 порядка цветковых растений |                     |  |                 |                 | ещё 354 рода     |  |  |  |                                                              |

|                                                                     |  |  |
| Слева направо: Лист (верхняя сторона). Цветок (увеличено). Стручки. |  |  |